# Bogobójstwo
Bogobójstwo – pojęcie oznaczające zabójstwo Boga.

## Chrześcijaństwo
W religii chrześcijańskiej motyw bogobójstwa jest związany z Jezusem Chrystusem, który umarł na krzyżu. Główne denominacje chrześcijańskie pojmują Jezusa jako Syna Bożego, drugą Osobę Trójcy Świętej. Z tej perspektywy Chrystus, jako Bóg-Człowiek, cierpiał na krzyżu, a Bóg Ojciec i Duch Święty współcierpieli z Chrystusem, chociaż w inny sposób.
Tradycyjnie za zabójstwo Jezusa byli obwiniani Żydzi. Greckie słowo „kyrioktonoi”, oznaczające „zabójcy Pana”, stało się w literaturze polemicznej synonimem Żydów. W średniowiecznej ikonografii częstym motywem z kolei było umieszczenie Żydów w miejsce rzymskich żołnierzy obok krzyża Jezusa. Jedną z osób odrzucających zarzut bogobójstwa dokonanego przez Żydów był Augustyn z Hippony. Augustyn, twórca łacińskiego słowa „deicidae”, odrzucił je zauważając, iż Żydzi nie mieli świadomości boskości Jezusa. Soborowa deklaracja Nostra aetate odrzuciła zbiorową odpowiedzialność Żydów za zabójstwo Jezusa.
W 1948 roku Sąd Najwyższy Izraela odmówił rewizji wyroku Jezusa uznając, że jedyną odpowiedzialną za skazanie osobą był Poncjusz Piłat, reprezentujący państwo rzymskie.

## Inne religie
W mitologii sumeryjskiej motyw bogobójstwa dotyczył boga Tammuza, którego małżonka Inanna zesłała do krainy zaświatów – kur. Tammuz otrzymał jednak prawo spędzania połowy roku na ziemi.
W mitologii egipskiej bóg Ozyrys został w podstępny sposób zamordowany przez swojego brata Seta, po czym powrócił do życia za sprawą swojej małżonki, Izydy.

## Bogobójstwo w kulturze popularnej
- W serii Star Trek wspomniane jest, że w mitologii klingońskiej rasa ta wybiła cały swój panteon, ponieważ jak jest napisane w ich księgach „Powodowali więcej problemów, aniżeli rozwiązywali je”.
- W trzeciej części serii Dishonored o nazwie Death of the Outsider protagonistka wyrusza na prośbę swego byłego mentora – Dauda – w podróż w celu odnalezienia i zabicia boskiej istoty zwanej Odmieńcem, odpowiedzialnej za darowanie wybrańcom magii.
- W grach z serii The Elder Scrolls – Morrowind i Skyrim – istnieje możliwość zabicia bogów. W pierwszej z wymienionych można opcjonalnie zabić Viveka oraz trzeba zabić Almalexię. W drugiej z gier z kolei należy zabić smoka Alduina, będącego bogiem panteonu Nordów.
- Powieść George’a R.R. Martina pod tytułem Taniec ze smokami zawiera w pewnym sensie przykład bogobójstwa. Jedna z bohaterek – Cersei Lannister – zabija Wielkiego Wróbla, będącego reprezentantem boskiej mocy na świecie.
- Seria God of War porusza wątek bogobójstwa. W niej główny bohater o nazwie Kratos zabija niemal wszystkie greckie bóstwa w ramach zemsty za zabicie jego rodziny.
- Bogobójstwo stanowi ważny aspekt serii Final Fantasy.